# Conjunto de tumbas de Koguryo
El Conjunto de tumbas de Koguryo (고구려 고분군 en coreano) está en Corea del Norte, fue declarado Patrimonio de la Humanidad, por la Unesco, en julio de 2004, ha sido el primer sitio del país. El lugar consiste en 63 tumbas individuales del reino Goguryeo tardío, que era uno de los Tres Reinos de Corea, localizado entre las ciudades Pionyang y Nampho. Goguryeo era uno de los reinos más fuertes en noreste de China y de la península coreana entre los siglos II a. C. y VII d. C. El reino fue fundado en lo que hoy en día es Corea del Norte, y parte de Manchuria, cuya capital fue trasladada a Pionyang en el año 427.
El Conjunto de tumbas de Goguryeo inscritas en el Patrimonio de la Humanidad contienen pinturas murales, las tumbas son el más importante resto de esta cultura. Hay unas 10 000 tumbas Goguryeo ubicadas en China y en Corea, pero solo unas 90 tumbas tienen pinturas murales, como la Tumba Anak nº3, que tienen bellas pinturas en las paredes. Se piensa que el complejo fue usado como un sitio de entierro para reyes, reinas y otros miembros de la familia real. Las pinturas murales encontradas sobre las tumbas ofrecen una perspectiva única de la vida diaria del período Goguryeo.
Los murales tienen fuertes colores, muestran la vida diaria y la mitología de Corea. Hacia el año 2005, habían sido encontrados 70 murales, sobre todo en el río Taedong cuyo cauce atraviesa la capital Pionyang, el área de Anak en el sur de la provincia de Hwanghae, y en Ji'an en la provincia de Jilin en China.

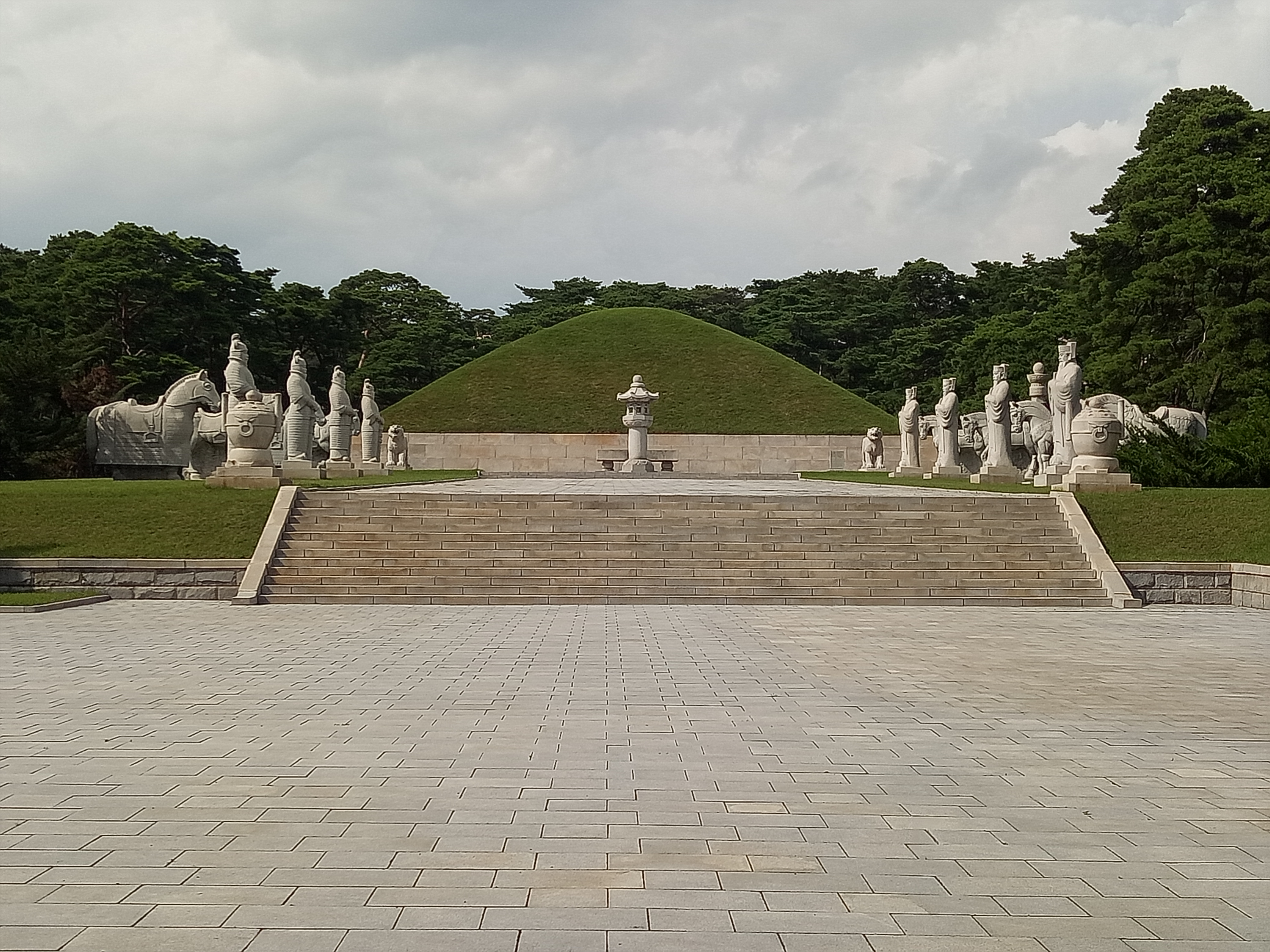
tumbas de Koguryo

Los criterios considerados por la Unesco, para merecer la inscripción de las Tumbas de Goguryeo como un sitio del Patrimonio de la Humanidad, son los siguientes:
- Las pinturas murales son las obras maestras del período Goguryeo. Las tumbas muestran su ingeniosa capacidad.
- La cultura Goguryeo influía en todo el este asiático, incluyendo Japón.
- El sitio ofrece visiones excepcionales en la cultura Goguryeo, tanto en la vida diaria como del rito funerario.
- Las tumbas Goguryeo son un ejemplo importante de esta tipología de entierro.

En mayo de 2006, fueron descubiertas unas 2360 tumbas en un emplazamiento del antiguo reino de Goguryeo durante los trabajos en el embalse de Yunfeng. Las ruinas de una antigua ciudad fueron también descubiertas. Entre las ruinas había una muralla que era de 1,5 metros de alto y cuatro metros de ancho. También sugirieron pruebas de la presencia de un foso. Una docena de tumbas fueron encontradas dentro de la ciudad.